# Décès en juillet 1966
Décès
- 1962
- 1963
- 1964
- 1965
- 1966
- 1967
- 1968
- 1969
- 1970

Pour une information complémentaire, voir la page d'aide.

| Date      | Nom            | Pays                   | Activités              | Âge | Source |
| --------- | -------------- | ---------------------- | ---------------------- | --- | ------ |
| 7 juillet | William Piercy | Drapeau du Royaume-Uni | Financier britannique. | 80  |        |